# EuropaPosten
EuropaPosten (ISSN 1404-0182) är en posttidning som ges ut av Europeiska kommissionens representation i Sverige. Tidningen utkommer med tio nummer per år och är gratis att prenumerera på. Den utkommer även som en taltidning som också är gratis att prenumerera på. Tidningen är fri från reklam. Tidningen grundades 1991 och utgavs 1991–1993 under titeln EG-Sverige, 1994–1995 under titeln EU-Sverige, 1995–1997 under titeln Europa och sedan 1997 under nuvarande titel.
Innehållet berör mestadels det som händer inom EU från Europeiska kommissionens perspektiv, men kan även hysa åsikter som inte överensstämmer med Europeiska kommissionen. Bland annat finns det en debattsida där forskare och statsråd har gett sin syn på utvecklingen inom EU. Tidningen kan liknas vid Riksdag & Departement eller Post- och Inrikes Tidningar.